# Nahr as Sājūr
Nahr as Sājūr är ett vattendrag i Syrien.   Det ligger i provinsen Aleppo, i den norra delen av landet, 400 km norr om huvudstaden Damaskus.
Trakten runt Nahr as Sājūr består till största delen av jordbruksmark. Runt Nahr as Sājūr är det ganska tätbefolkat, med 86 invånare per kvadratkilometer.